# كوردل تايلور
كوردل تايلور (بالإنجليزية: Cordell Taylor)‏ هو لاعب كرة قدم أمريكية أمريكي، ولد في 22 ديسمبر 1973 في نورفولك في الولايات المتحدة.

## وصلات خارجية
- كوردل تايلور على موقع مرجع كرة القدم المحترفة.كوم (الإنجليزية)